# Heteroscodra maculata
Heteroscodra maculata är en spindelart som beskrevs av Pocock 1899. Heteroscodra maculata ingår i släktet Heteroscodra och familjen fågelspindlar. Inga underarter finns listade i Catalogue of Life.